# Taiji (Wakayama)
Taiji (jap. 太地町, -chō) ist eine Küstenstadt im Landkreis Higashimuro der Präfektur Wakayama, in Japan.

## Geografie
Sie liegt auf der östlichen Spitze der Kii-Halbinsel, die an dieser Stelle durch ihre Ria geprägt ist, an der Kumano-See (熊野灘, Kumano-nada) des Pazifischen Ozeans. Nahe der Küste verläuft zudem die warme Kuroshio-Meeresströmung, die für fischreiche Gewässer sorgt. Das Gemeindegebiet ist durch eine Hügellandschaft geprägt, wobei die höchste Erhebung 92 m beträgt und sich am Ostrand des Ortsteilzentrums von Moriura befindet.
Die Gemeinde ist in zwei Ortsteile untergliedert: Taiji bildet das westliche Gemeindegebiet, wobei die Besiedlung sich hauptsächlich entlang der Taiji-Bucht (太地湾, Taiji-wan) erstreckt. Das weitaus kleinere Moriura (森浦) erstreckt sich entlang der östlich gelegenen Moriura-Bucht (森浦湾, Moriura-wan) mit dem Siedlungszentrum am Südende, wo der Yoneko-gawa (与根子川) als einziger Fluss auf dem Gemeindegebiet mündet.

## Geschichte

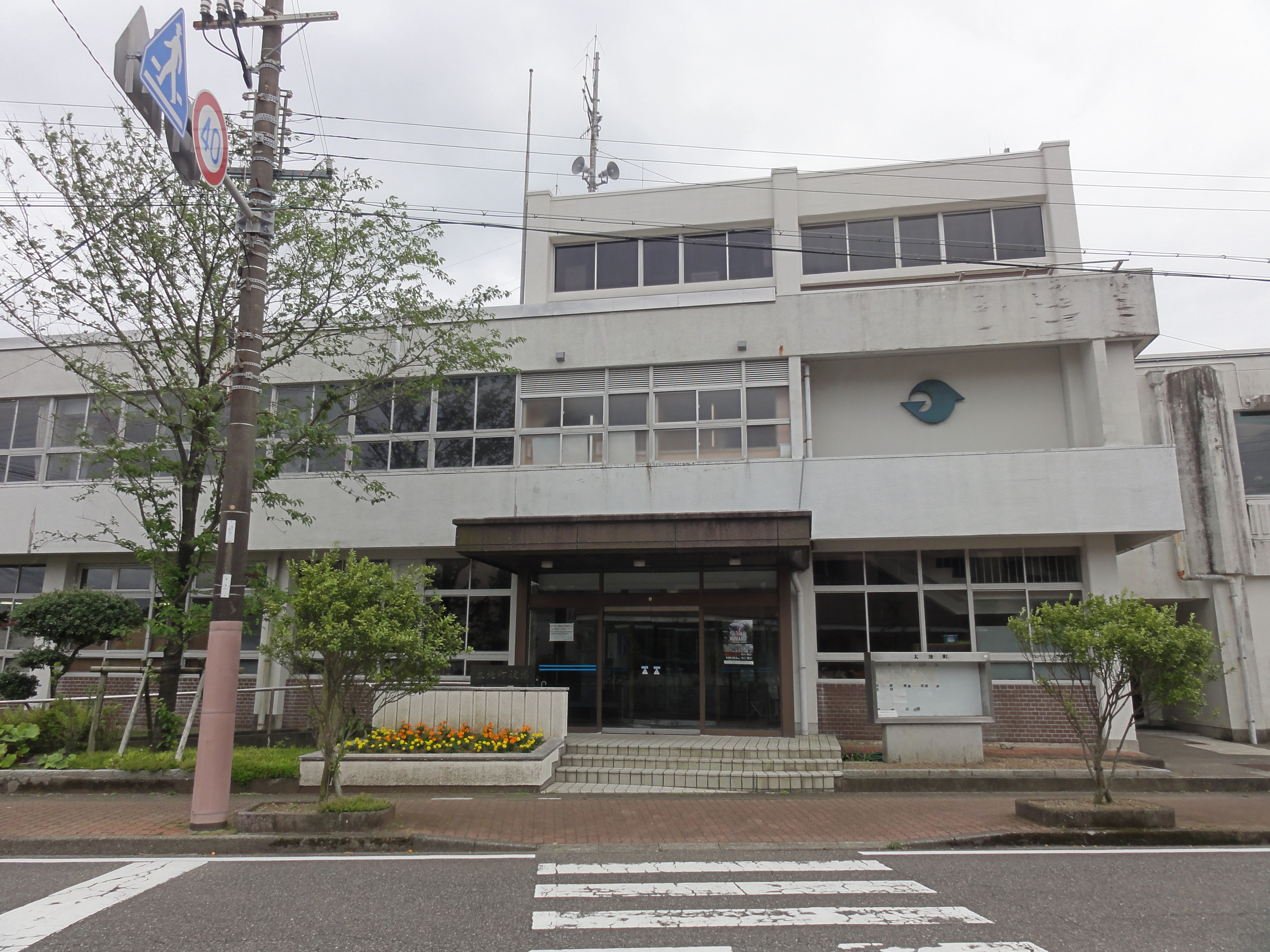
Rathaus von Taiji

Mit der Einführung des modernen japanischen Gemeindewesens 1878 wurde Taiji zur mura (Dorfgemeinde) ernannt. Am 1. April 1889 wurde das Nachbardorf Moriura eingemeindet. Die Ernennung zur chō (Stadtgemeinde) erfolgte am 1. April 1925.
Im Gegensatz zu einem Großteil der anderen heute bestehenden Gemeinden Japans blieb die Stadt von den diversen Eingemeindungswellen verschont. So erfolgten seit 1889 keine weiteren Eingemeindungen und die Stadt schaffte es wiederum auch selber nicht eingemeindet zu werden, so dass das Gemeindegebiet mit knapp 6 km² ungewöhnlich klein ist.
So stemmte sich Taiji während der Eingemeindungswelle in den 1950ern gegen diesen Trend, da es wohlhabender als seine Nachbargemeinden war, aber auch aus Angst davor die eigene Identität als Walfangort zu verlieren.

### Walfang
Die Stadt wirbt damit der „Herkunftsort des japanischen, traditionellen Walfangs“ (日本の古式捕鯨発祥の地, Nihon no koshiki hogei hasshō no chi) zu sein.
Dies geht darauf zurück, dass Wada Yorimoto (和田 頼元), genannt Chūbē (忠兵衛), im Jahr 1606 den organisierten Walfang in Taiji begründete, indem er die Walfänger in Gruppen jagen und dabei spezielle Harpunen verwenden ließ. 1675 führte sein Nachkomme Wada Yoriharu (和田 頼治, später Taiji Kakuemon (太地 角右衛門) genannt) die „Netzjagdmethode“ (網取り法, amitori-hō) ein, die für die folgenden 200 Jahre verwendet werden sollte. Das größte Unglück beim Walfang von Taiji ereignete sich im Dezember 1878, als bei einer Jagd mehr als 100 Menschen umkamen.
Vor dem Inkrafttreten des kommerziellen Walfangverbots 1986 war ein großer Teil der Stadtbevölkerung im Walfang bzw. in den damit zusammenhängenden Gewerben beschäftigt. Da durch das Verbot die Nachfrage nach Walfleisch stark zurückging, wurde der Fokus der lokalen Wirtschaft neu auf den Waltourismus ausgerichtet.
Heute werden jedes Jahr noch Delfine bejagt, teilweise für den menschlichen Verzehr und teilweise für Delfinarien, wobei im Jahr 2007 bis zu etwa 1600 Exemplare gefangen wurden. Diese Treibjagden wurden 2009 durch den Kinofilm Die Bucht weltweit bekannt und international kritisiert.

## Verkehr
Die bedeutendste Fernstraße ist die Nationalstraße 42 nach Hamamatsu oder der Präfekturhauptstadt Wakayama.
Anschluss an das Schienennetz besteht über die JR Central Kisei-Hauptlinie nach Kameyama oder Wakayama.

## Sehenswürdigkeiten

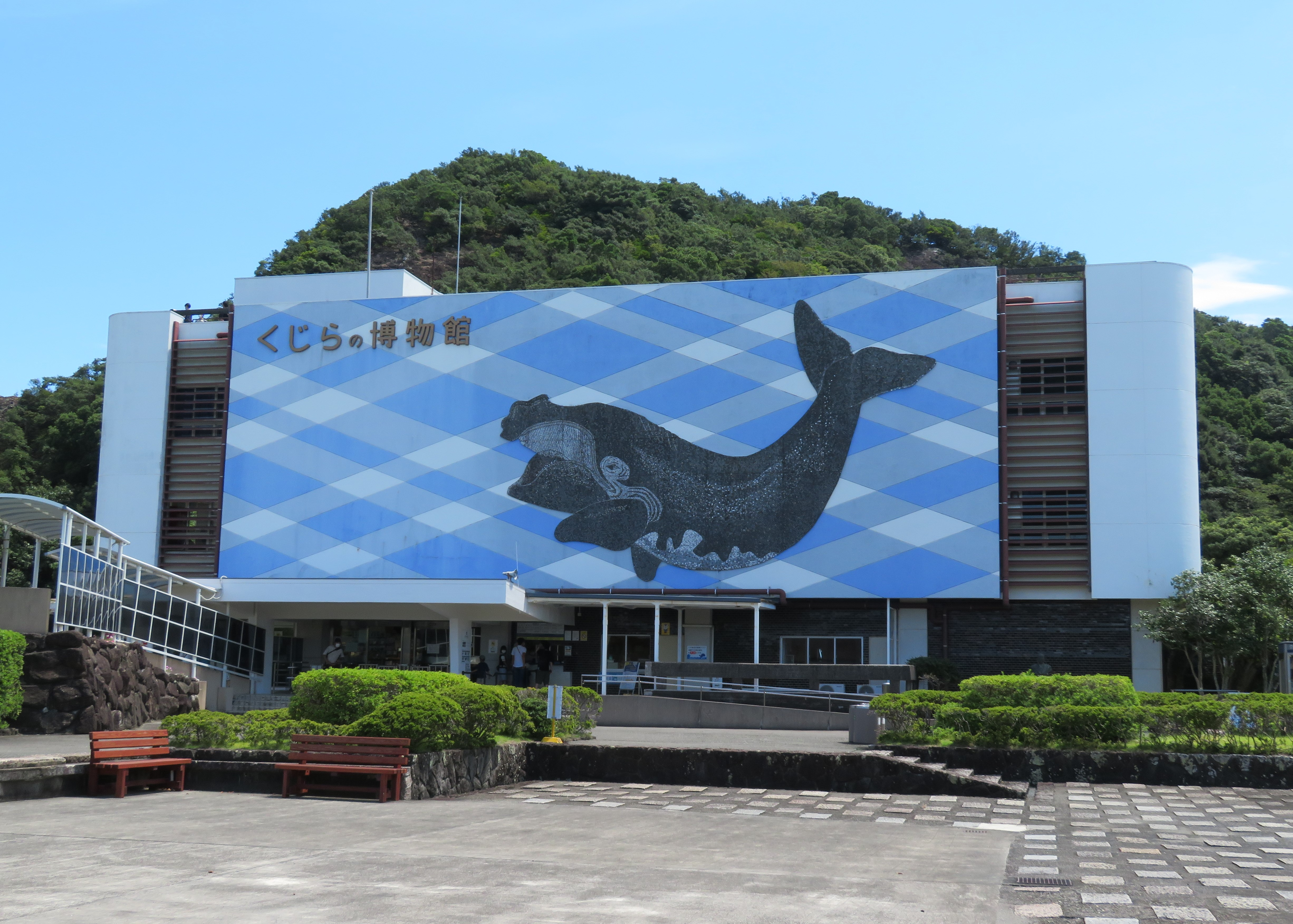
„Walmuseum“

Im Norden der Gemeinde befindet sich der „Walstrandpark“ (くじら浜公園, Kujirahama-kōen) auf dessen Gelände befinden sich:
- das „Walmuseum“ (くじらの博物館, kujira no hakubutsukan) mit über 1000 Exponaten aus der 400-jährigen Walfanggeschichte Taijis;
- ein Delfinarium mit Orca- und Tümmler-Shows;
- das Ozeaneum Marinarium (マリナリュウム, Marinaryūmu);
- ein vollständiges 26 m langes Skelett eines Blauwals;
- ein historisches, restauriertes Treibjagdschiff (勢子船, sekobune);
- das „Walfang-Museumsschiff“ (捕鯨船資料館, hogeisen shiryōkan) – ein begehbares Walfangschiff (Gewicht: 696,94 t, Länge: 63,44 m, Baujahr: 1956) –;
- die „Ishigaki-Gedenkstätte“ (石垣記念館, Ishigaki kinenkan) zu Ehren des in Taiji geborenen Malers Eitarō Ishigaki (石垣 栄太郎 Ishigaki Eitarō; 1893–1958); sowie
- der Badestrand der Hatakejiri-Bucht (畠尻湾, Hatakejiri-wan).

Daneben gibt es noch weitere Delfinarien wie das Dolphin Base (ドルフィン・ベェイス, Dorufin Beisu) oder das Dolphin Resort (ドルフィンリゾート, Dorufin Risōto). Eine weitere Gedenkstätte ist die „Hiromitsu-Ochiai-Baseball-Gedenkstätte“ (落合博満野球記念館, Ochiai Hiromitsu Yakyū Kinenkan) zu Ehren das Baseballspielers Hiromitsu Ochiai, der hier mehrmals Urlaub machte. Sie war die erste Gedenkstätte zu Ehren eines Profispielers in Japan.
Jedes Jahr am 14. August wird auf dem Sommerfest der „Waltanz“ (くじら踊, Kujira Odori) aufgeführt. Das besondere an diesem Tanz ist, dass er nur mit dem Oberkörper ausgeführt wird, da die Tänzer in Booten sitzen. Dieser Tanz ist seit dem 25. Mai 1970 als immaterielles Kulturerbe der Präfektur Wakayama anerkannt.

## Bildung
In Taiji befindet sich eine Grund- sowie eine Mittelschule.

## Städtepartnerschaften
- Broome: Am 7. Mai 1981 wurde das australische Broome Schwesterstadt von Taiji. Die Verbindungen beider Städte gehen auf Anfang des Jahrhunderts zurück, als Japan maßgeblich am Aufbau der Perlenfischerei von Broome beteiligt war. Nach der Veröffentlichung des Films Die Bucht und des starken nationalen und internationalen Drucks entschied der Stadtrat von Broome am 22. August 2009, dass es die Beziehung als Schwesterstadt nicht mehr fortführen könne. Allerdings zog der Stadtrat von Broome diese Entscheidung kurz darauf wieder mit einer Entschuldigung an Taiji zurück.[12]

- Hakuba: Seit dem 31. Oktober 1984 besteht auch eine inländische Städtefreundschaft mit dem Skiort Hakuba in der Präfektur Nagano.

## Söhne und Töchter der Stadt
- Eitarō Ishigaki (1893–1958), Maler